# Вічна людина (роман, 1986)
«Вічна людина» (англ. «The Forever Man») — американський науково-фантастичний роман Гордона Руперта Діксона, що був опублікований у 1986 році.

## Зміст сюжету
«Вічна людина» — це роман, в якому люди можуть переносити свій розум у космічні кораблі.

## Критика
Дейвід Ленгфорд, рецензуючи роман «Вічна людина» для White Dwarf #95, зазначив: «Здебільшого це хороший розважальний роман з деякими вдумливими моментами — хоча мене ніколи не дуже переконує, коли похмурий емоційний глухий кут перетворюється на дуже щасливу історію хлопця і дівчини, що закінчується лише кількома рядками діалогу на останній сторінці».

## Огляди
- Огляд Дена Чоу (1986) у часописі «Locus», #307, серпень 1986
- Огляд Фернандо Ґувера (1986) у часописі «Fantasy Review», жовтень 1986
- Огляд Берда Сірлза (1987) у часописі «Asimov's Science Fiction», січень 1987
- Огляд Кріса Гендерсона (1987) у часописі «Starlog», #114, січень 1987
- Огляд Дона Д'Аммаси (1987) у часописі «Science Fiction Chronicle», #88, січень 1987
- Огляд Кена Лейка (1987) у часописі «Vector», #136
- Огляд Еверетта Блейлера (1987) у часописі «Rod Serling's The Twilight Zone Magazine», квітень 1987
- Огляд Тома Істона (1987) у часописі «Analog Science Fiction and Fact», травень 1987